# Maria Martinelli
Maria Martinelli (ur. 5 listopada 1958 w Reggio Emilia) – włoska reżyserka i scenarzystka filmowa.
Od roku 1983 zaczęła realizować krótkometrażowe i dokumentalne filmy o tematyce socjalnej jak agresywna młodzież, marginesowi emigranci i wojna. Jej filmy były prezentowane i oklaskiwane na festiwalach filmowych w Oberhausen, Hamburgu, Lisbonie, Tokio, Wenecji, Montpellier, Montbéliard, Turynie, Bellaria-Igea Marina.

## Filmografia

### scenariusz
- 2001:Niebezpieczne seksualne spotkanie (Amorestremo)
- 1999:Lachrymae

### reżyser
- 2002:Carne da macello (dokumentalny)
- 2002:Donne
- 2001:Niebezpieczne seksualne spotkanie (Amorestremo)
- 2000:Gladiatorzy: Reportaż o włoskim kinie Hardcore (Gladiatori: Reportage sul cinema hard) italiano
- 1999:Lachrymae
- 1996:Pazi Sniper
- 1998:I Bambini non lo sanno
- 1995:Ghertrude
- 1993:Il Profumo del Respiro
- 1993:L’Uomo Coriandolo
- 1993:Femmine Folli
- 1992:Cuori Leggendari (dokumentalny)
- 1987:L'Exangue (video)
- 1986:Vento Divino (video)
- 1984:Kildas (video)
- 1983:Ammutinamenti da sbarco (video)